# Karma (pjesma Taylor Swift)
"Karma" je pjesma američke kantautorice Taylor Swift, s njenog desetog studijskog albuma, Midnights (2022). Swift je napisala i producirala pjesmu s Jackom Antonoffom, Sounwaveom i Keanu Beatsom, a Jahaan Sweet bio je dodatni pisac. Republic Records objavio je pjesmu za američki radio 1. svibnja 2023., kao treći singl s albuma.
Remiks s američkim reperom Ice Spice objavljen je 26. svibnja 2023. u sklopu produženog Midnights izdanja. Suvremeni kritičari smatrali su "Karmu" vrhuncem albuma Midnights, hvaleći njenu svijetlu produkciju, melodiju koja izaziva uho i otkačenu liriku. 
Komercijalno, "Karma" je uvrštena u Top 10 u Australiji, Kanadi, Irskoj, Novom Zelandu, na Filipinima i Sjedinjenim Državama, te u Top 20 u Grčkoj, Maleziji, Singapuru, Slovačkoj, Južnoj Africi i Ujedinjenom Kraljevstvu; dosegao je drugo mjesto na US Billboard Hot 100 i šesto mjesto na Billboard Global 200 ljestvici. Swift je uživo izvela "Karma" kao završnu pjesmu svoje šeste glavne koncertne turneje, Eras Tour (2023.). Glazbeni spot za "Karma" premijerno je prikazan 26. svibnja 2023. na Eras Tour showu u East Rutherfordu, New Jersey, a objavljen je sljedeći dan. Fantasy video, koji je režirao Swift, sadrži kozmičke i nebeske koncepte, upravljane digitalnim efektima.

## Pozadina
Kantautorica Taylor Swift izdala je svoj peti studijski album, 1989 (2014.), na kritički i komercijalni uspjeh. Tijekom promocije albuma, Swiftin javni imidž patio je od sve većeg nadzora tabloida, djelomice izazvanog raspravom s američkim reperom Kanyeom Westom i medijskom osobom Kim Kardashian koja je imala veliki publicitet oko Westovog singla "Famous" iz 2016. Swift je napravila pauzu i povukla se iz javnih nastupa. Na pitanje u intervjuu za Vogue iz travnja 2016., Swift je odgovorila: "Karma je stvarna." U studenom 2017., Swift je objavila svoj šesti studijski album, Reputation, popraćen glavnim singlom "Look What You Made Me Do", koji je sadržavao stihove koji se referiraju na karmu. Izdala je svoj sedmi studijski album, Lover, u kolovozu 2019., usred još jedne kontroverze — spora s njezinom bivšom izdavačkom kućom Big Machine Records i njezinim novim vlasnikom Scooterom Braunom oko mastera njezinih prvih šest albuma. Glazbeni video četvrtog singla, "The Man" (2020.), sadržavao je grafite koji su ispisivali karmu.
28. kolovoza 2022. Swift je najavila svoj deseti studijski album, Midnights, koji bi trebao biti objavljen 21. listopada 2022. Popis pjesama nije odmah otkriven. Jack Antonoff, dugogodišnji Swiftin suradnik koji je radio s njom od 2013., potvrđen je kao producent na albumu videom objavljenim na Swiftinom Instagram računu 16. rujna 2022. Počevši od 21. rujna 2022., Swift je počela otkrivati pjesmu- popis nasumičnim redoslijedom kroz njezinu kratku video seriju na TikToku, pod nazivom Midnights Mayhem with Me. Sastojao se od 13 epizoda, s jednom pjesmom koja je otkrivala svaku epizodu. Swift baca kavez za lutriju koji sadrži 13 ping pong loptica numeriranih od jedan do trinaest, od kojih svaka predstavlja pjesmu Midnights, a kada loptica ispadne, otkrila je naslov odgovarajuće pjesme na albumu. U osmoj epizodi 6. listopada 2022. Swift je objavila naslov jedanaeste pjesme kao "Karma".
Midnights je objavljen 21. listopada 2022. preko Republic Recordsa. U travnju 2023., američka stručna publikacija Hits izvijestila je da će "Karma" biti emitirana na američkom radiju kao treći singl s albuma, nakon "Anti-Hero" i "Lavender Haze". AllAccess, podružnica Mediabasea, potvrdila je datum izlaska singla na popularnom suvremenom radiju za odrasle u SAD-u 1. svibnja 2023., nakon čega je 2. svibnja uslijedilo njegovo objavljivanje na radiju za suvremene hitove.

### Remix
Dana 24. svibnja, Swift i Ice Spice najavili su putem društvenih medija remiksiranu verziju "Karme" s potonjim i objavili naslovnicu. Remix je bonus pjesma na posebnim izdanjima Midnightsa, objavljenim 26. svibnja. Nakon objavljivanja remiksa, Swift je u intervjuu za Spotify otkrila da je Ice Spiceov tim prvi predložio suradnju jer je Ice Spice obožavatelj Swift, koja je slušala glazbu Ice Spicea dok je vježbala za turneju Eras Tour (2023.). Swift je također nazvala Ice Spice "[svojim] novim omiljenim umjetnikom".

## Zasluge i osoblje
Zasluge su prilagođene iz napomena uz album Midnights.
Snimanje
- Snimljeno u Rough Customer Studio (Brooklyn), Electric Lady Studios (New York City), i Henson Recording Studio (Los Angeles)
- Miksano u MixStar Studios (Virginia Beach)
- Mastering Sterling Sound (Edgewater, New Jersey)
- Nastup Soundwavea snimljen je u Sound of Waves Studios (Los Angeles)
- Nastup Jahaana Sweeta snimljen je u Sweet Spotu (Los Angeles)
- Nastup Keanu Beatsa snimljen je u Neon Wave Studiju (Melbourne, Australija)

Osoblje
- Taylor Swift – vokal, tekstopisac, producent
- Jack Antonoff – songwriter, producent, inžinjer, bubnjevi, programmiranje, percussion, sintisajzeri, Juno 6, mellotron, Wurlitzer, background vocals, snimanje
- Sounwave – tekstopisac, producent, inženjer, programiranje i snimanje
- Keanu Beats – producent, inženjer, sintisajzer i snimatelj
- Jahaan Sweet – tekstopisac, koproducent, inženjer, klavijatura, synth pad i snimanje
- Laura Sisk – inženjerka i snimanje
- Megan Searl – pomoćnica inženjera
- John Sher – pomoćni inženjer
- John Rooney – pomoćni inženjer
- Mark Aguilar – pomoćni inženjer
- Serban Ghenea – miks inženjer
- Bryce Bordone – pomoćni inženjer miksa
- Randy Merrill – master inženjer

## Ljestvice
| Ljestvice                  | Najviša pozicija |
| -------------------------- | ---------------- |
| Australija                 | 2                |
| Češka                      | 35               |
| Filipini                   | 7                |
| Francuska                  | 127              |
| Grčka                      | 12               |
| Irska                      | 8                |
| Kanada                     | 4                |
| Latvija                    | 38               |
| Malezija                   | 18               |
| Norveška                   | 37               |
| Novi Zeland                | 9                |
| Singapur                   | 12               |
| Sjedinjene Američke Države | 4                |
| Slovačka                   | 12               |
| Švedska                    | 37               |
| Švicarska                  | 40               |
| Ujedinjeno Kraljevstvo     | 12               |